# 50플러스
50플러스(네덜란드어: 50PLUS)는 2009년에 설립된 네덜란드의 중도주의 정당이다. 노인들의 연금 인상과 인권 확보를 목적으로 두고있다.